# Comuna Zaiiciînți, Semenivka
Zaiiciînți (în ucraineană Заїчинці) este o comună în raionul Semenivka, regiunea Poltava, Ucraina, formată din satele Bakumivka, Seredîne, Troineakî și Zaiiciînți (reședința).

## Demografie
Componența lingvistică a comunei Zaiiciînți
     Ucraineană (97,01%)
     Rusă (1,9%)
     Alte limbi (0,3%)
Conform recensământului din 2001, majoritatea populației comunei Zaiiciînți era vorbitoare de ucraineană (97,01%), existând în minoritate și vorbitori de rusă (1,9%).